# Bowbells
Bowbells é uma cidade localizada no estado norte-americano de Dacota do Norte, no Condado de Burke.

## Demografia
Segundo o censo norte-americano de 2000, a sua população era de 406 habitantes. 
Em 2006, foi estimada uma população de 345, um decréscimo de 61 (-15.0%).

## Geografia
De acordo com o United States Census Bureau tem uma área de 
2,1 km², dos quais 2,1 km² cobertos por terra e 0,0 km² cobertos por água. Bowbells localiza-se a aproximadamente 598 m acima do nível do mar.

## Localidades na vizinhança
O diagrama seguinte representa as localidades num raio de 32 km ao redor de Bowbells. 